# Ngawang Sungrab Thutob
Ngawang Sungrab Thutob (Kyarpa, 1874 - Tölung Dechen, 1952) was de tweede Tagdrag rinpoche en politicus. Hij volgde de Reting rinpoche, Jampäl Yeshe Gyaltsen, op als de laatste van de regenten in historisch Tibet na diens aftreden in begin 1941. Hij was als regent verantwoordelijk voor de opvoeding en opleiding van de jonge veertiende dalai lama Tenzin Gyatso.

## Regent van Tibet
Tagdrag Rinpoche benoemde aan het begin van zijn regentschap alleen mensen die hem werden aanbevolen door Jampäl Yeshe Gyaltsen. Gyaltsen had verwacht dat hij enkele jaren afstand zou doen van zijn regentschap, maar kwam bedrogen uit toen Tagdrag daar niet aan meewerkte.
Dit sloeg op een gegeven moment om in een situatie waarin hij iedereen ontsloeg die zijn voorganger steunde. De machtsstrijd bereikte een hoogtepunt, toen hij bewezen zag dat Gyaltsen contact had opgenomen met de Kwomintang-regering van Chiang Kai-shek, waarin Gyaltsen verklaarde bereid te zijn afstand te doen van de soevereiniteit van Tibet, in ruil voor militaire steun tegen zijn vijanden, door onder meer Tagdrag te vermoorden. In april 1947 waren er wekenlang bloedige ongeregeldheden in Lhasa, waarbij duizenden monniken Gyaltsen steunden. Tagdrag liet Gyaltsen uiteindelijk oppakken, ondervragen en in de Potala-kerkers vermoorden, voordat er een vonnis uitgesproken kon worden.
Tot de invasie van Tibet door het Volksbevrijdingsleger in 1950-51 deed Tagdrag pogingen om het verzwakte Tibetaans leger leven in te blazen. Het Verenigd Koninkrijk verkocht Tibet munitie en wapens, maar dat waren kleine hoeveelheden en het kwam te laat.
De regent was niet populair onder het volk, dat zich overgeleverd voelde aan zijn kliekjesgedoe. De functionarissen in zijn omgeving hadden zich erg impopulair gemaakt door zich in te laten met omkoperij. Eind jaren veertig, toen het Volksbevrijdingsleger Amdo al had ingenomen en dreigde ook Tibet te willen bevrijden, achtte de bevolking de regent ongeschikt het land te leiden dat een oorlog opgedrongen kreeg. Steeds meer stemmen deden zich in Lhasa op voor een vervroegde meerderjarigheidsverklaring van de dalai lama, zodat hij de leiding over het land zou overnemen. Volkomen nieuw in die tijd was dat er in de stad affiches aan de muren waren geplakt met de tekst "Geef de dalai lama de macht!"